# Drafn
Le SBK Drafn est un club norvégien de football basé à Drammen.

## Historique
- 1910 : fondation du club

## Palmarès
- Coupe de Norvège de football
  - Finaliste : 1927